# Hans-Jochen Srp
Hans-Jochen Srp (* 4. März 1954) ist ein deutscher ehemaliger Fußballspieler. In Hermsdorf (Thüringen), Weida und Gera betrieb er Zweitligafußball.

## Sportliche Laufbahn
Obwohl Hans-Jochen Srp für die Saison 1975/76 beim DDR-Ligisten BSG Motor Hermsdorf nicht im Spielerkader ausgewiesen war, bestritt der 21-Jährige in der über 22 Runden laufenden Saison sieben Punktspiele. Er wurde hauptsächlich als Stürmer eingesetzt, wobei er bis auf zwei Ausnahmen alle Begegnungen über die volle Spieldauer absolvierte. 
Von der Saison 1976/77 an bestritt Srp in der DDR-Liga fünf Spielzeiten für die BSG Fortschritt Weida. Er wurde stets in der Abwehr eingesetzt und bestritt bei 110 ausgetragenen Ligaspielen 99 Begegnungen, in denen er auch dreimal Torschütze war.
Zur Saison 1981/82 wechselte Hans-Jochen Srp innerhalb der DDR-Liga zur BSG Wismut Gera. Auch dort kam er als Abwehrspieler zum Einsatz und gehörte in den beiden ersten Spielzeiten mit jeweils 18 Ligaspielen zur Stammelf. In der Saison 1982/83 wurde er mit der BSG Wismut in der DDR-Liga Staffelsieger und nahm an den Aufstiegsspielen zur DDR-Oberliga teil. Nachdem Hans-Jochen Srp 1983/84 bei Wismut Gera nur noch in acht Spielen der DDR-Liga eingesetzt worden war, verließ er die BSG, für die er insgesamt 44 Ligaspiele absolviert und vier Tore erzielt hatte. 
Er schloss sich der BSG Elektronik Gera an, der er 1985 zum Aufstieg in die viertklassigen Bezirksklasse verhalf. 1988 stieg er mit den Elektronikern in die Bezirksliga auf. Dort blieb Hans-Jochen Srp noch bis 1990 aktiv.